# Ferran Rañé
 (août 2023).
Si vous disposez d'ouvrages ou d'articles de référence ou si vous connaissez des sites web de qualité traitant du thème abordé ici, merci de compléter l'article en donnant les références utiles à sa vérifiabilité et en les liant à la section « Notes et références ».
Ferran Rañé Blasco (Barcelone le 13 mai 1950) est un acteur de cinéma, de théâtre et de télévision, un metteur en scène, un professeur d'art dramatique et un producteur espagnol, plus connu sous le nom de Ferran Rañé.

## Biographie
Après avoir étudié à l'Institut del Teatre de Barcelone, il commence sa carrière professionnelle en 1970 en rejoignant le groupe Els Joglars. Il a joué un rôle actif dans la compagnie lors de cinq spectacles consécutifs de 1970 à 1977. À cette époque, le signe d'identité des Joglars était la création collective de leurs œuvres, qui ne partaient pas d'un scénario préalable mais de propositions pour construire les mises en scène par le biais d'improvisations et de décisions de l'ensemble du groupe. La mise en scène de ces pièces était assurée par Albert Boadella. En 1977, tous les membres d'Els Joglars ont été accusés d'insulte aux forces armées et condamnés en cour martiale en tant qu'auteurs du spectacle La Torna. Ferran Rañé, comme Boadella, décide de s'installer en France et ne revient qu'un an plus tard, lorsque les quatre joglars emprisonnés sont graciés et libérés.
Pendant son séjour en France, il fonde avec Elisa Crehuet et d'autres collègues la compagnie théâtrale Tossal et crée à Barcelone, sous un autre nom de scène (Joan Dupont), D'aquí a cent anys tots calvos (1979). Il rejoint ensuite la compagnie Dagoll-Dagom, spécialisée dans les comédies musicales. D'abord comme membre de l'équipe de mise en scène et comme acteur, il crée Glups! (1983), une comédie musicale basée sur les bandes dessinées de Gérard Lauzier. Il joue ensuite dans Le Mikado (1986). Son interprétation de Ko-Ko dans ce spectacle est son premier succès personnel, après quinze ans de travail en groupe. Dès lors, il développe une carrière solo alternant théâtre, cinéma et télévision. Son palmarès comprend des personnages tels que Makinavaja dans Makinavaja, el último choriso (Makinavaja, le dernier choriso, 1989). Pour cette œuvre théâtrale, il a reçu le prix de la critique de Barcelone en 1990 en tant que meilleur acteur de la saison.
À la télévision (TV3), il a joué pendant trois saisons dans Quico, el progre (1992-95), qui trouve également son origine dans la bande dessinée du même nom de J. L. Martín. Pour ce rôle, il a reçu le prix AADPC en 1993.
Il a joué Shakespeare dans les rôles de Falstaff (The Merry Wives of Windsor - Les Joyeuses Commères de Windsor, 1994), Lucio (Medida por Medida - Mesure pour Mesure, 1998) et Esbarzer (Much Ado About Nothing - Beaucoup de bruit pour rien, 1999). Pour ces deux dernières œuvres, il a reçu le prix de la critique de Barcelone en 2000. Il a joué des personnages de Tchekhov tels que Txebutykin (Les Trois Sœurs, 2004) et Gaev (La Cerisaie, 2010). Son interprétation du clown Charlie Rivel, d'abord au théâtre (Uhhh!, Théâtre national de Catalogne, 2005) puis au cinéma (El payaso y el Führer d'Eduard Cortés, 2007), a été particulièrement remarquée. Il a cofondé et dirigé le trio Las Veneno dans quatre spectacles (1989-94). Il a travaillé pour la plupart des chaînes de télévision espagnoles dans plusieurs séries et téléfilms (Locos por la tele -1990-91, El comisario -2002, Hospital Central -2002, Doctor Mateo -2011, La Riera -2013-15, Buscando el norte -2016, Merlí -2016, Tiempos de guerra -2017...). D'autre part, Gatos en el tejado (TV1, 1988), Tocao del ala (TV1, 1997-8), ou Majoria absoluta (TV3, 2002-4)... sont quelques-unes de ses collaborations, pour la télévision, avec l'auteur et réalisateur Joaquim Oristrell.
Il a alterné les commandes et ses propres projets, à travers sa propre compagnie Esfera Espectacles, dont deux spectacles de Jean-Claude Carrière, Busco el senyor Ferran -l'Aide memoire (1996) et La controversia de Valladolid (2005).
Au cinéma, il a travaillé avec des réalisateurs tels que Fernando Trueba, Javier Ruiz Caldera, Enrique Urbizu, Laura Mañá, Vicente Aranda, Antonio Chavarrías, José Luis Cuerda, David Trueba, Dani de la Orden, Sílvia Quer, Francesc Bellmunt, Judith Colell... Il a alterné entre le théâtre et l'humour, ce dernier étant le genre qu'il a le plus développé. Il a également donné des cours de gags à Barcelone (Institut del Teatre, 1986), à Madrid (Proyecto Piamonte, 1991) et à Buenos Aires (Université, 1983).

## Théâtre
| Année     | Œuvre (titre original)                                   | Œuvre (traduction titre)                        | Réalisation                                                    |
| --------- | -------------------------------------------------------- | ----------------------------------------------- | -------------------------------------------------------------- |
| 2019      | * La tienda de los horrores                              | La boutique des horreurs                        | Àngel Llàcer y Manu Guix                                       |
| 2018      | * La Resposta                                            | La Réponse                                      | Sílvia Munt                                                    |
| 2016      | * Abans de l'estrena                                     | Avant la première                               | Jaume Villanueva                                               |
| 2015      | Frank V                                                  | Frank V                                         | Josep Maria Mestres                                            |
| 2015      | No feu bromes amb l'amor                                 | Ne plaisante pas avec l'amour                   | Natalia Menéndez                                               |
| 2013-2014 | * Estúpids                                               | Stupides                                        | Blanca Bardagil                                                |
| 2013      | * Tots fem comèdia                                       | On fait tous de la comédie                      | Joaquín Oristrell                                              |
| 2013      | Sí, primer ministre                                      | Oui, Monsieur le Premier ministre               | Abel Folk                                                      |
| 2012      | * Violines y trompetas                                   | Violons et trompettes                           | Miquel Gorriz                                                  |
| 2011      | * Em dic Pere i dos cognoms més                          | Mon nom est Pere et deux autres noms de famille | Ferran Rañé                                                    |
| 2010      | * L'hort dels cirerers                                   | La cerisaie                                     | Julio Manrique                                                 |
| 2008      | * Cancún                                                 | * Cancún                                        | Josep Maria Mestres                                            |
| 2008      | * Singapur                                               | Singapour                                       | Pau Miró                                                       |
| 2005      | * Uuuuh!                                                 | * Uuuuh!                                        | Joan Font                                                      |
| 2005      | * La controversia de Valladolid, de Jean-Claude Carrière | La Controverse de Valladolid                    | Carles Alfaro                                                  |
| 2004      | Les tres germanes                                        | Les Trois Sœurs                                 | Ariel García Valdés                                            |
| 2000      | * Cacao                                                  | * Cacao                                         | Dagoll Dagom (Joan Lluís Bozzo)                                |
| 2000      | * Penjats                                                | Suspendus                                       | Tamzin Townsend                                                |
| 1999      | Mucho ruido y pocas nueces                               | Beaucoup de bruit pour rien                     | Ferran Madico                                                  |
| 1998      | Medida por medida                                        | Mesure pour Mesure                              | Calixto Bieito                                                 |
| 1997      | * Janfry, un alias de cine                               | Janfry, un pseudonyme de cinéma                 | Ángel Alonso                                                   |
| 1996      | * Busco al senyor Ferran                                 | L'Aide mémoire                                  | Pere Planella                                                  |
| 1994      | * Las alegres casadas de Windsor                         | Les Joyeuses Commères de Windsor                | Carme Portaceli                                                |
| 1989      | * Makinavaja, el último chorizo                          | Makinavaja, le dernier chorizo                  | Al Víctor y Pepe Miravete                                      |
| 1989      | Y yo con estos nervios                                   | Et moi avec ces nerfs                           | Fermín Cabal                                                   |
| 1989      | * Taxi al Rialto                                         | Taxi pour le Rialto                             | Antonio Díaz Zamora                                            |
| 1986      | * El Mikado                                              | Le Mikado                                       | Dagoll Dagom (J. L. Bozzo)                                     |
| 1983      | * Glups!                                                 | * Glups!                                        | Dagoll Dagom (J.L. Bozzo, F. Rañé, A. R. Cisquella, M. Periel) |
| 1982      | * Xampú de sang                                          | Shampoing au sang                               | Al Víctor                                                      |
| 1981      | Penultimátum                                             | Pénultième                                      | Ferran Rañé                                                    |
| 1979      | D'aquí a cent anys tots calvos                           | Dans cent ans nous serons tous chauves          | Ferran Rañé                                                    |
| 1977      | La torna                                                 | Ramène le                                       | Albert Boadella                                                |
| 1974      | Alias Serrallonga                                        | Alias Serrallonga                               | Albert Boadella                                                |
| 1972      | Mary d'Ous                                               | Marie des œufs                                  | Albert Boadella                                                |
| 1971      | Cruel Ubris                                              | Cruel Ubris                                     | Albert Boadella                                                |
| 1970      | El Joc                                                   | Le jeu                                          | Albert Boadella                                                |

( * ) L'astérisque indique qu'il s'agit d'une œuvre dans laquelle il est protagoniste.

## Cinéma
| Année | Titre (original)                           | Titre (traduction)                             | Rôle          | Réalisation                 |
| ----- | ------------------------------------------ | ---------------------------------------------- | ------------- | --------------------------- |
| 2022  | Los pequeños amores                        | Les petits amours                              | Enrique       | Celia Rico                  |
| 2022  | Canción Palentina (corto)                  | Chanson de Palentina (court-métrage)           | Sinesio       | Dante Schmitz               |
| 2017  | Superlópez                                 | Superlópez                                     | Skorba        | Javier Ruiz Caldera         |
| 2017  | * Formentera Lady                          | Dame de Formentera                             | Joan          | Pau Durà                    |
| 2017  | What about love post-producción            | Qu'en est-il de la post-production amoureuse   |               | Klaus Menzel                |
| 2014  | * El señor de la limpieza (Corto)          | Le Seigneur de la propreté (court-métrage)     | Ramon         | José Soldevila              |
| 2014  | Enlloc (corto)                             | Nulle part (court-métrage)                     | Ramon         | Lídia Pujol                 |
| 2012  | Grieta en la oscuridad (corto)             | Craquer dans le noir (court-métrage)           | Ángel Millán  | Xavi Rull                   |
| 2011  | * Yo contigo (corto)                       | Moi avec toi (court-métrage)                   | Paco          | Javier Coll                 |
| 2010  | Candela (court-métrage)                    | Candela (court-métrage)                        | Elías         | Cata Pulido                 |
| 2010  | La vida empieza hoy (colaboración)         | La vie commence aujourd'hui (collaboration)    | Médecin       | Laura Mañá                  |
| 2010  | Estar aquí (corto)                         | Être ici (court-métrage)                       | Grand-père    | Silvia González Laá         |
| 2007  | * El pallasso i el Führer                  | Le Clown et le Führer                          | Charlie Rivel | Eduard Cortés               |
| 2006  | La invasión de los padres mutantes (corto) | L'invasion des parents mutants (court-métrage) |               | Joaquim Oristrell           |
| 2005  | * Morir en San Hilario                     | Mourir à San Hilario                           | Teodoro       | Laura Mañá                  |
| 2004  | Inconscientes                              | Inconscients                                   |               | Joaquim Oristrell           |
| 2002  | El embrujo de Shanghái                     | Le charme de Shanghai                          | Fasciste      | Fernando Trueba             |
| 1997  | Perdona bonita, pero Lucas me quería a mí  | Désolé chérie, mais Lucas m'aimait             | Miguel        | Félix Sabroso y Dunia Ayaso |
| 1994  | Cómo ser infeliz y disfrutarlo             | Comment être malheureux et en profiter         | Felipe        | Enrique Urbizu              |
| 1992  | El largo invierno                          | Le long hiver                                  | Maître        | Jaime Camino                |
| 1992  | * Un plaer indescriptible                  | Un plaisir indescriptible                      | Romà          | Ignasi P. Ferré             |
| 1990  | Pont de Varsòvia                           | Le pont de Varsovie                            |               | Pere Portabella             |
| 1989  | Si te dicen que caí                        | S'ils te disent que je suis tombé              | Taylor        | Vicente Aranda              |
| 1989  | Amanece, que no es poco                    | Lever du soleil, ce qui n'est pas rien         | Mariano       | José Luis Cuerda            |
| 1989  | El rey del mambo                           | Le roi du mambo                                |               | Carles Mira                 |
| 1987  | Una nit a Casablanca                       | Une nuit à Casablanca                          |               | Antoni Martí                |
| 1987  | Qui t'estima, Babel?                       | Qui t'aime, Babel ?                            | Docteur Roig  | Ignasi P. Ferré             |
| 1987  | La veritat oculta                          | La vérité cachée                               |               | Carles Benpar               |
| 1987  | L'escot                                    | Le décolleté                                   | Lluís         | Antoni Verdaguer            |
| 1984  | Pà d'àngel                                 | Le pied de l'ange                              | Guardia Civil | Francesc Bellmunt           |
| 1984  | La noticia d'ahir (corto)                  | Les nouvelles d'hier (court-métrage)           |               | Joan Guitart                |
| 1983  | Interior Roig                              | Roig intérieur                                 |               | Eugeni Anglada              |
| 1983  | * L'home Ronyó                             | L'homme du rein                                |               | Raúl Contel                 |
| 1982  | Victòria, la gran aventura d'un poble      | Victoire, la grande aventure d'une ville       |               | Antoni Ribas                |
| 1978  | * La torna (Els Joglars)                   | Le virage (Els Joglars)                        |               | Francesc Bellmunt           |
| 1977  | La festa dels bojos (corto)                | La fête des fous                               |               | Luís Racionero              |
| 1972  | Aullidos (corto)                           | Hurlement (court-métrage)                      |               | Jordi Lladó                 |

( * ) Un astérisque indique un travail en tant que protagoniste ou une collaboration spéciale.

## Télévision
| Année     | Téléfilm/série (titre original)                | Téléfilm/série (traduction titre)            | Rôle                                  | Réalisation                                  | Chaîne             |
| --------- | ---------------------------------------------- | -------------------------------------------- | ------------------------------------- | -------------------------------------------- | ------------------ |
| 2022      | Si lo hubiera sabido                           | Si j'avais su                                | Cayetano                              | Lilian Bocanegra, Humberto Miró              | Netflix, Boomerang |
| 2021      | *Berenàveu a les fosques                       | Tu as pris une collation dans le noir        | Jeroni                                | Silvia Quer                                  | TV3, Newco         |
| 2021      | Loco por ella                                  | Fou d'elle                                   | Docteur Rodri                         | Dani De La Orden                             | Netflix            |
| 2020      | Sapere Aude (Merlí)                            | Sapère Aude (Merlin)                         | Manel Millán                          | Menna Fité                                   | Movistar           |
| 2020      | Hache                                          | « H »                                        | Fabià Montalban                       | Jorge Torregrosa, Fernando Trullols          | Netflix            |
| 2018      | Vergüenza                                      | Vengeance                                    | Federico                              | Juan Cavestany, Álvaro Fernández-Armero      | Movistar           |
| 2017      | Tiempos de guerra                              | Temps de guerre                              | Général Ibarra                        | Manuel Gómez Pereira, David Pinillos         | Antena 3           |
| 2016-2017 | Merlí                                          | Merlin                                       | Manel Millán                          | Eduard Cortés, Menna Fité                    | TV3, Netflix       |
| 2016      | Buscando el norte                              | A la recherche du nord                       | Marcelino Ruiz                        | Antonio Sánchez, Oriol Ferrer, Javier Luna   | Antena 3           |
| 2014      | La que se avecina                              | Celui qui vient                              | Alberto Calatrava (collaboration)     | Laura Caballero                              | Telecinco          |
| 2013-2014 | * La Riera                                     | La rivière                                   | Rafel Aubia                           | E. Rovira, P. Puig, A. Ivern, D. Ventura     | TV3                |
| 2012      | * Radiacions                                   | Radiations                                   | Francesc Lamban                       | Judith Colell                                | TV3                |
| 2011      | * Dues dones divines                           | Deux dons divins                             | Anselm Casademunt                     | Pol Mainat                                   | TV3                |
| 2011      | Doctor Mateo                                   | Docteur Mateo                                | Lorenzo                               | M. Tera, A. Fdz-Armero, J. Mazón             | Antena 3           |
| 2010      | Felipe y Letizia                               | Philippe et Laëtitia                         | Jesús Ortiz                           | Joaquim Oristrell                            | Tele5              |
| 2010      | La princesa de Éboli                           | La princesse d'Eboli                         | Père Chaves                           | Belén Macías                                 | Antena 3           |
| 2008      | El cor de la ciutat                            | Le cœur de la ville                          | Gerard                                | E. Rovira, E. Banqué, P. Puig, S. Lara       | TV3                |
| 2008      | * Mamá Carlota                                 | Maman Charlotte                              | Esteban                               | Pep Antón Gómez                              | Forta              |
| 2007      | * La Via Augusta                               | * La Via Augusta                             | Asdrúbal                              | Joaquim Oristrell, Sonia Sánchez, A. Guitart | TV3                |
| 2005      | Jet Lag                                        | Le décalage horaire                          | Felip Pujades (collaboration)         |                                              | TV3                |
| 2004      | * Majoria absoluta                             | Majorité absolue                             | Felip Pujades                         | Joaquim Oristrell, Sonia Sánchez, A. Guitart | TV3                |
| 2003      | Pepe Carvalho                                  | Pepe Carvalho                                | Commissaire Contreras (collaboration) | Laurent Jaoui                                | Forta              |
| 2002      | Hospital Central                               | Hôpital central                              | Dr. Manolo Hervás (collaboration)     |                                              | Tele5              |
| 2002      | El comisario                                   | Le comissaire                                | Tobias Carrión (collaboration)        | Jesús Font                                   | Tele5              |
| 1999      | Això s'acaba                                   | Cela se termine                              | Homme I et II                         | Sonia Sánchez, J. Roura                      | TV3                |
| 1998-1999 | Laura                                          | Laura                                        | Ramón Figueres                        | Sonia Sánchez                                | TV3                |
| 1997-1998 | * Tocao del ala                                | Toucher de l'aile                            | Fernando Contreras                    | Lluís Maria Güell                            | TVE                |
| 1997      | * Un caso para dos                             | Un cas pour deux                             | Larios                                | Antonio Chavarrías                           | TVE                |
| 1995      | Estació d'enllaç                               | Poste de liaison                             | (collaboration)                       | Jordi Frades                                 | TV3                |
| 1995      | * La sucursal                                  | La succursale                                | Daniel                                | Jesús Font                                   | TV3                |
| 1992-1995 | * Quico                                        | * Quico                                      | Quico Martí                           | Eduard Cortés, Ricard Reguant                | TV3                |
| 1994      | * La Lloll                                     | * La Lloll                                   |                                       | J. Roura                                     | TV3                |
| 1994      | * Villa Rosaura                                | * Villa Rosaura                              | Andrés                                | Manuel Ripoll                                | TVE                |
| 1993      | * Habitación 503                               | Chambre 503                                  |                                       | Belén Molinero                               | TVE                |
| 1993      | * Bon any (...i ara què?)                      | Bonne année (... et maintenant ?)            | Quico                                 |                                              | TV3                |
| 1991      | * Locos por la tele                            | Fou de télé                                  | Alfredo Llepes                        | Lluís Maria Güell                            | TVE                |
| 1988      | * Gatos en el tejado                           | Chats sur le toit                            | Grillo                                | Alfonso Ungría                               | TVE                |
| 1987      | * El Mikado                                    | Le Mikado                                    | Ko-Ko                                 | Manel Esteban                                | TV3                |
| 1987      | El bigote de Babel                             | La moustache de Babel                        |                                       | Miquel Obiols                                | TVE                |
| 1986      | * Dúplex per llogar                            | Duplex à louer                               | José María Vidal                      |                                              | TVE                |
| 1985      | * Glups!!                                      | * Glups!!                                    | Angelito, apprenti et père            | Luís López Doy                               | TVE                |
| 1985      | * Planeta Imaginari                            | Planète imaginaire                           | Acteur de l'histoire                  | Miquel Obiols                                | TVE                |
| 1981      | La cucafera                                    | Le cacatoès                                  |                                       | Joan Bas                                     | TVE                |
| 1976      | La odisea (Els Joglars)                        | L'Odyssée (Els Joglars)                      | Mercè Vilaret                         |                                              | TVE                |
| 1976      | * Lletres catalanes. Cruel Ubris (Els Joglars) | Lettres catalanes. Cruel Ubris (Els Joglars) | Mercè Vilaret                         |                                              | TVE                |
| 1976      | Terra d'escudella (Els Joglars)                | Terre de bol (Els Joglars)                   | Lluís Maria Güell                     |                                              | TVE                |

( * ) Un astérisque indique un travail en tant que protagoniste ou une collaboration spéciale.

## Réalisateur
| Année | Titre (original)                           | Titre (traduction)                                     | Notes                                                            |
| ----- | ------------------------------------------ | ------------------------------------------------------ | ---------------------------------------------------------------- |
| 2022  | L'Agonia de Bakunin                        | L'agonie de Bakounine                                  | Lecture avec Montse Guallar du livre d'Àngel Casas               |
| 2021  | I l'Àngel digué...                         | Et l'Ange a dit...                                     | Lecture théâtralisée avec Montse Guallar de textes d'Àngel Casas |
| 2021  | Documentales de Torrevelilla Lo Chapurriàu | Documentaires sur Torrevelilla Lo Chapurriàu           | 8 chapitres de 15 minutes                                        |
| 2000  | Cuatro mujeres de Calderón                 | Les quatre femmes de Calderón                          | Lecture théâtralisée par Blanca Apilánez                         |
| 1994  | Bacil's                                    | Bacille                                                | Créé avec Jaume Sorribas et Pep Armengol                         |
| 1994  | Air Veneno                                 | Le poison de l'air                                     | Création conjointe avec Las Veneno                               |
| 1991  | Veneno pa'tí                               | Du poison pour vous                                    | Création conjointe avec Las Veneno                               |
| 1990  | Radio Cabaret                              |                                                        | Création conjointe avec Las Veneno                               |
| 1988  | Las Veneno                                 | Las Veneno                                             | Création conjointe avec Las Veneno                               |
| 1984  | Catch                                      |                                                        | Spectacle musical et de lutte                                    |
| 1983  | Glups!                                     | Co-réalisé dans Dagoll Dagom et l'adaptation télévisée |                                                                  |
| 1981  | Els Pastorets de L'esquirol                | Les bergers écureuils                                  | Adaptation par Elisa Crehuet                                     |
| 1981  | Penultimatum                               | Pénultième                                             | Créé par Tossal-Teatre                                           |
| 1979  | D'aquí a cent anys tots calvos             | Dans cent ans nous serons tous chauves                 | Créé par Tossal-Teatre                                           |

## Producteur
Avec sa propre compagnie, Esfera Espectacles SL, il a coproduit plusieurs spectacles, notamment :
| Année | Titre (original)              | Titre (traduction)           | Type       |
| ----- | ----------------------------- | ---------------------------- | ---------- |
| 2013  | Estúpids                      | Stupides                     | Théâtre    |
| 2005  | La controversia de Valladolid | La Controverse de Valladolid | Théâtre    |
| 1997  | Tocao del Ala                 | Toucher de l'aile            | Télévision |
| 1997  | Bodas de Plata                | Jubilé d'argent              | Théâtre    |
| 1996  | Busco el senyor Ferran        | Je cherche M. Ferran         | Théâtre    |

## Autres médias
- 2006 : Co-auteur de El torn de La Torna, publié par Edicions 62.
- 2007 : Présentation, avec Rosa María Sardá, du gala des prix cinématographiques de Barcelone au Gran Teatre del Liceu.
- 2008 : Co-auteur de "Joglars 77, del escenario al trullo" (divers auteurs). Editorial Icaria

## Récompenses
| Année | Prix                                                | Catégorie                                     | Œuvre                                 |
| ----- | --------------------------------------------------- | --------------------------------------------- | ------------------------------------- |
| 2007  | Prix du festival Igualada et Picassent              | Prix du public                                | El payaso y el Führer (Charlie Rivel) |
| 2007  | Prix du festival international d'Anchorage (Alaska) | Meilleur film                                 | El payaso y el Führer (Charlie Rivel) |
| 2006  | Nommé pour le prix Butaca                           | Meilleur acteur dans une pièce de théâtre     | Uuuuh! (Charlie Rivel)                |
| 2006  | Prix de la critique "Serra D'or                     | Prix de la meilleure interprétation théâtrale | Uuuuh! (Charlie Rivel)                |
| 2000  | Prix de la critique de Barcelone                    | Meilleur acteur dans une pièce de théâtre     | Mucho ruido y pocas nueces            |
| 1999  | Prix de la critique de Barcelone                    | Meilleur acteur dans une pièce de théâtre     | Medida por medida                     |
| 1993  | Prix de l'AADPC                                     | Meilleur acteur de télévision                 | Quico el Progre                       |
| 1993  | Prix Ondas                                          | Meilleure série télévisée                     | Quico el Progre                       |
| 1990  | Prix de la critique de Barcelone                    | Meilleur acteur dans une pièce de théâtre     | Makinavaja                            |
| 1989  | Nommé aux Fotogrammes d'Argent                      | Meilleur acteur de télévision                 | Gatos en el tejado                    |